# Wars of the Roses
Wars of the Roses è l'ottavo album in studio degli Ulver, pubblicato nel 2011.

## Il disco
È il primo disco ad essere stato registrato con la nuova formazione a quattro elementi: il polistrumentista inglese Daniel O'Sullivan (aveva già accompagnato la band nei tour precedenti) si è unito ufficialmente alla band nel 2009.
Gli Ulver si sono inoltre avvalsi di diverse collaborazioni durante le registrazioni: Siri Stranger (astro nascente della musica R'n'B norvegese) e Attila Csihar dei Mayhem in "Providence" e Stephen Thrower dei Coil in "Stone Angels" ne sono un esempio.
L'album è stato distribuito dalla KScope, casa discografica di Anathema e Porcupine Tree tra gli altri.

## Tracce
1. February MMX – 4:11
2. Norwegian Gothic – 3:37
3. Providence – 8:10
4. September IV – 4:39
5. England – 4:09
6. Island – 5:47
7. Stone Angels – 14:56

## Formazione

### Gruppo
- Kristoffer Rygg (Garm, Trickster G., G. Wolf, Fiery G. Maelstrom) – voce, programmatore
- Tore Ylwizaker – tastiere, programmatore
- Jørn H. Sværen – suoni
- Daniel O'Sullivan – chitarra, basso, tastiere, narrazione